# Camel (zespół muzyczny)
Camel – brytyjska grupa grająca rock progresywny, aktywna z przerwami od 1971 do dziś.
W czasie swej długoletniej działalności grupa przeszła wiele zmian personalnych i jedynym muzykiem grającym w zespole przez wszystkie lata był jej współzałożyciel i lider – Andy Latimer.
Muzyka grupy charakteryzowała się bogatym brzmieniem opartym na melodyjnej grze gitary i elektronicznych instrumentów klawiszowych. Ważnym elementem w muzyce Camela jest improwizacja. Wyraźnie też słychać w niej wpływy muzyki poważnej, jazzu i hard rocka.
Do najważniejszych albumów należą: Camel, Mirage, Nude (album koncepcyjny opowiadający historię Japończyka, który po zakończeniu wojny siedzi w dżungli przez 20 lat czekając na nowy rozkaz). Drugim koncept albumem grupy jest wydany w 1975 roku The Snow Goose, oparty na książce Paula Gallico pod tym samym tytułem.
W twórczości grupy można odróżnić 2 etapy: pierwszy bardziej progresywny, który odznaczał się używaniem dużej ilości organów oraz fletu. Drugi okres, trwający od płyty Stationary Traveller, jest okresem spod znaku rocka artystycznego z użyciem instrumentów „tradycyjnych” oraz smyczkowych. Muzykę grupy w obu okresach cechują oryginalne teksty piosenek.
Wartą zauważenia jest też struktura obu albumów koncepcyjnych (Nude, The Snow Goose): pierwsze 3-4 utwory są jakby swoistym wprowadzeniem do treści właściwej płyt. Są to krótsze utwory, w których główny nacisk jest kładziony na melodykę, a rolę drugoplanową odgrywają inne cechy. Następnie następują 2 „poważniejsze” utwory. Ta kolejność różni się pomiędzy dwoma albumami, ponieważ Nude ma 15 nagrań, a Snow Goose 16 (2 ostatnie to nagrania koncertowe).
W 2000 roku jeden z muzyków grupy, Colin Bass, zagrał koncert dla radiowej Trójki.
Ważnym etapem w istnieniu grupy były albumy: Dust and Dreams, Harbour of Tears, Rajaz (w którym słychać fascynacje muzyką wschodnią) oraz A Nod and a Wink. Są to niemalże solowe albumy Andy’ego Latimera.

## Skład

### Aktualni członkowie
- Andrew Latimer – śpiew, gitara, flet, keyboard, bas (od 1971)
- Colin Bass – śpiew, gitara basowa, keyboard, gitara akustyczna (1979–1981, od 1984)
- Denis Clement – perkusja (od 2000)
- Ton Scherpenzeel – keyboard (1984, 1991, 1999, od 2003)
- Pete Jones - vocal, keybord, sax

### Byli członkowie
- Doug Ferguson – śpiew, gitara basowa (1971–1977)
- Pete Bardens – śpiew, instrumenty klawiszowe (1971–1978)
- Andy Ward – perkusja, instrumenty perkusyjne (1971–1983)
- Richard Sinclair – śpiew, gitara basowa (1977–1978)
- Mel Collins – saksofon, Flet (1977–1979)
- Jan Schelhaas – instrumenty klawiszowe (1979–1981)
- Kit Watkins – instrumenty klawiszowe, flet (1979–1982)
- Paul Burgess – perkusja (1984–1992)
- Dave Stewart – perkusja (1992–2000)
- Guy LeBlanc – instrumenty klawiszowe, śpiew, (2000−2003)
- Ahmed Amr G. – keyboard, wokal (od 2003)

## Dyskografia

### Albumy studyjne
| Rok                            | Tytuł                                                                             | Pozycja na liście | Pozycja na liście | Pozycja na liście | Pozycja na liście | Pozycja na liście | Pozycja na liście | Pozycja na liście | Certyfikat          |
| Rok                            | Tytuł                                                                             | USA               | UK                | NLD               | SWE               | NOR               | GER               | JPN               | Certyfikat          |
| ------------------------------ | --------------------------------------------------------------------------------- | ----------------- | ----------------- | ----------------- | ----------------- | ----------------- | ----------------- | ----------------- | ------------------- |
| 1973                           | Camel - Data: luty 1973 - Wydawca: MCA Records                                    | –                 | –                 | –                 | –                 | –                 | –                 | —                 |                     |
| 1974                           | Mirage - Data: 1 marca 1974 - Wydawca: Gama/Decca                                 | 149               | –                 | –                 | –                 | –                 | –                 | —                 |                     |
| 1975                           | The Snow Goose - Data: kwiecień 1975 - Wydawca: Gama/Decca                        | 162               | 22                | –                 | –                 | –                 | –                 | 233               | - UK: srebrna płyta |
| 1976                           | Moonmadness - Data: 26 marca 1976 - Wydawca: Gama/Decca                           | 118               | 15                | 16                | 48                | –                 | –                 | 225               | - UK: srebrna płyta |
| 1977                           | Rain Dances - Data: 17 września 1977 - Wydawca: Gama/Decca                        | 146               | 20                | –                 | 30                | 17                | –                 | 250               |                     |
| 1978                           | Breathless - Data: 22 września 1978 - Wydawca: Gama/Decca                         | 134               | 26                | –                 | –                 | –                 | –                 | 272               |                     |
| 1979                           | I Can See Your House From Here - Data: 29 października 1979 - Wydawca: Gama/Decca | –                 | 45                | –                 | 36                | 18                | –                 | —                 |                     |
| 1981                           | Nude - Data: styczeń 1981 - Wydawca: Gama/Decca                                   | –                 | 34                | 11                | 24                | 12                | 65                | —                 |                     |
| 1982                           | The Single Factor - Data: 6 maja 1982 - Wydawca: Gama/Decca                       | –                 | 57                | 10                | –                 | 32                | –                 | —                 |                     |
| 1984                           | Stationary Traveller - Data: sierpień 1984 - Wydawca: Decca                       | –                 | 57                | 16                | 48                | –                 | –                 | —                 |                     |
| 1991                           | Dust and Dreams - Data: 1991 - Wydawca: Camel Productions                         | –                 | –                 | 39                | –                 | –                 | –                 | —                 |                     |
| 1996                           | Harbour of Tears - Data: 15 stycznia 1996 - Wydawca: Camel Productions            | –                 | –                 | 58                | –                 | –                 | –                 | —                 |                     |
| 1999                           | Rajaz - Data: 21 października 1999 - Wydawca: Camel Productions                   | –                 | –                 | –                 | –                 | –                 | –                 | —                 |                     |
| 2002                           | A Nod and a Wink - Data: 19 lipca 2002 - Wydawca: Camel Productions               | –                 | –                 | –                 | –                 | –                 | –                 | —                 |                     |
| „—” pozycja nie była notowana. |                                                                                   |                   |                   |                   |                   |                   |                   |                   |                     |

### Albumy koncertowe
- A Live Record (live) (1978, reedycja poszerzona 2002)
- Pressure Points (live) (1984, reedycja 2CD 2009)
- On the Road 1972 (live) (1992)
- Never Let Go (live, 5 września 1992, Enschede, NL) (1993)
- On the Road 1982 (live) (1994)
- On the Road 1981 (live) (1997)
- Coming of Age (live, 13.03.1997, Billboard, Los Angeles, USA) (1998)
- Gods of Light (live) (2000)
- The Paris Collection (live, 30.10.2000, Bataclan-Club, F) (2001)

### Kompilacje
- Chameleon – The Best of Camel (1981)
- The Collection (1985)
- A Compact Compilation (1986)
- Landscapes (1991)
- Echoes: The Retrospective (1993)
- Camel – Master Series (25th Anniversary Compilation) (1997)
- Lunar Sea (2001)
- Rainbow’s End: An Anthology 1973–1985 (2010)

### Single
- Curiosity (1973)
- Flight Of The Snow Goose (1975)
- The Snow Goose (1975)
- Another Night (1976)
- Highways of the Sun (1977)
- Remote Romance (1980)
- Your Love is Stranger than Mine (1980)
- Lies (1981)
- No Easy Answer (1982)
- Long Goodbyes (1984)
- Cloak And Dagger Man (1984)

## Wideo i DVD
- Pressure Points - Live in Concert (VHS oraz laserdisc, Recorded Live At Hammersmith Odeon 1984) (1984, reedycja DVD 2003)
- Coming of Age (VHS, live, trasa koncertowa 1997) (1999, reedycja DVD 2002)
- Curriculum Vitae (DVD, historia zespołu) (2003)
- Camel Footage (DVD) (2004)
- Camel Footage 2 (DVD) (2005)
- Total Pressure (DVD, live, trasa koncertowa 1984)  (2006)
- Moondances (DVD, Live in Concert in the Hammersmith Odeon, 14-4-1976 + Live in Concert at the Hippodrome, Golders Green, London, 22-9-1977) (2007)
- The Opening Farewell (DVD, live at the Catalyst, Santa Cruz, California 2003) (2010)
- In From The Cold (DVD, live at the Barbican, London, 28-10-2013) (2014)
- Ichigo Ichie (DVD, live in Japan 2016) (2016)
- Royal Albert Hall (BD, Royal Albert Hall, London, 2018) (2019)